# Poziv (turneja)
Evropska turneja Poziv je bila tri leta trajajoča koncertna turneja srbske folk-pop turbofolk pevke Svetlane Ražnatović- Cece. Turneja se je začela 28. junija leta 2013 z velikim koncertom na beograjskem Ustju, kjer je pevka postavila rekord

obiskanosti. Na nastopu se je zbralo več kot 100.000 ljudi. Beograjski časnik Kurir je koncert razglasil za najboljši koncert v Srbiji leta 2013.  Turneja se je zaključila 7. maja leta 2016, s koncertom v Grčiji.  
Ceca je na turneji promovirala glasbeni album z naslovom Poziv, ki je bil objavljen junija 2013. Na koncertih je predstavljala osem skladb: Poziv, Dobro sam prošla, Mrzi me, Da raskinem sa njom, Ime i prezime, 5 minuta, Turbulentno in Brat. 
Ceca je v okviru turneje obiskala 14 evropskih držav ter Združene arabske emirate. Skupno je izpeljala 69 koncertov.

## Seznam koncertov
| Datum      | Mesto          | Država                   | Lokacija koncerta             | Štev. obiskovalcev |
| ---------- | -------------- | ------------------------ | ----------------------------- | ------------------ |
| 28.6.2013  | Beograd        | Srbija                   | Park Ušće                     | 100.000+           |
| 12.7.2013  | Gradiška       | Bosna in Hercegovina     | Stadion Kozara                | 15.000             |
| 21.7.2013  | Budva          | Črna gora                | Koncertni prostor Top Hill    | 5.000              |
| 26.7.2013  | Zvornik        | Bosna in Hercegovina     | Dvorana Victoria              | 2.000              |
| 28.7.2013  | Vrnjačka Banja | Srbija                   | Stadion Raj                   | 25.000             |
| 4.8.2013   | Budva          | Črna gora                | Koncertni prostor Top Hill    | 5.000              |
| 14.9.2013  | Kragujevac     | Srbija                   | Stadion Čika Dača             | 18.000             |
| 28.9.2013  | Niš            | Srbija                   | Niška tvrđava                 | 20.000             |
| 15.11.2013 | Celovec        | Avstrija                 | Športna dvorana Sportpark     | 2.500              |
| 16.11.2013 | Vösendorf      | Avstrija                 | Pyramide                      | 8.000+             |
| 22.11.2013 | Novi Sad       | Srbija                   | Športna dvorana SPENS         | 10.000             |
| 23.11.2013 | Novi Sad       | Srbija                   | Športna dvorana SPENS         | 10.000             |
| 6.12.2013  | Antwerpen      | Belgija                  | Atrium hall                   | 1.500              |
| 7.12.2013  | München        | Nemčija                  | Vip Club                      | 2.500              |
| 14.12.2013 | Zürich         | Švica                    | Stadthalle Dietikon           | 4.500+             |
| 27.12.2013 | Subotica       | Srbija                   | Hala sportova                 | 5.000              |
| 31.12.2013 | Beograd        | Srbija                   | Trg republike                 | 50.000+            |
| 8.3.2014   | Frankfurt      | Nemčija                  | Union halle                   | 2.500              |
| 14.3.2014  | Šabac          | Srbija                   | Športna dvorana Zorka         | 5.000+             |
| 21.3.2014  | Ljubljana      | Slovenija                | Gospodarsko razstavišče       | 5.000              |
| 22.3.2014  | Ljubljana      | Slovenija                | Gospodarsko razstavišče       | 5.000              |
| 29.3.2014  | Bellinzona     | Švica                    | Espo Centro                   | 2.500              |
| 5.4.2014   | Vršac          | Srbija                   | Športna dvorana Millennium    | 6.000+             |
| 10.5.2014  | Vösendorf      | Avstrija                 | Pyramide                      | 6.000              |
| 24.5.2014  | Hamburg        | Nemčija                  | Festplatz Nord                | 3.000              |
| 6.6.2014   | Pariz          | Francija                 | Espace Venise                 | 2.500              |
| 12.6.2014  | Bar            | Črna gora                | Illusion club                 | 3.000              |
| 21.6.2014  | Maribor        | Slovenija                | Bolšji sejem                  | 15.000             |
| 28.6.2014  | Novi Sad       | Srbija                   | Petrovaradinska trdnjava      | 50.000             |
| 20.7.2014  | Budva          | Črna gora                | Koncertni prostor Top Hill    | 5.000              |
| 1.8.2014   | Ohrid          | Makedonija               | Stadion Biljanini izvori      | 12.000             |
| 2.8.2014   | Modriča        | Bosna in Hercegovina     | Stadion dr. Milan Jelić       | 10.000             |
| 8.8.2014   | Guča           | Srbija                   | Mestni stadion                | 30.000+            |
| 10.8.2014  | Budva          | Črna gora                | Koncertni prostor Top Hill    | 5.000              |
| 30.8.2014  | Sarajevo       | Bosna in Hercegovina     | Stadion Slavija               | 20.000             |
| 27.9.2014  | Koper          | Slovenija                | Odprto prizorišče Planet Tuša | 6.000              |
| 11.10.2014 | Altstätten     | Švica                    | Club Vanilla                  | 2.000+             |
| 31.10.2014 | Düsseldorf     | Nemčija                  | Ahi Festsaal                  | 3.000              |
| 1.11.2014  | Stuttgart      | Nemčija                  | Messe Sindelfingen            | 5.000              |
| 7.11.2014  | Sofija         | Bolgarija                | Arena Armeec                  | 15.000             |
| 15.11.2014 | Berlin         | Nemčija                  | Loewe Saal                    | 2.000              |
| 29.11.2014 | Zürich         | Švica                    | Stadthalle                    | 4.500              |
| 13.12.2014 | München        | Nemčija                  | Bavaria Filmstadt             | 3.000              |
| 27.12.2014 | Skopje         | Makedonija               | Dvorana Boris Trajkovski      | 12.000             |
| 31.12.2014 | Beograd        | Srbija                   | Belexpo centar                | 1.500              |
| 13.1.2015  | Novi Sad       | Srbija                   | Trg Slobode                   | 60.000+            |
| 28.2.2015  | Spijkenisse    | Nizozemska               | Club XO                       | 3.000              |
| 21.3.2015  | Luzern         | Švica                    | D'LUX - The Club              | 5.000+             |
| 15.5.2015  | Razgrad        | Bolgarija                | Stadion Ludogorec             | 10.000             |
| 16.5.2015  | Zürich         | Švica                    | Face Club                     | 2.000              |
| 6.6.2015   | Podgorica      | Črna gora                | Stadion Fudbalski kamp        | 20.000             |
| 26.7.2015  | Budva          | Črna gora                | Koncertno prizorišče Top Hill | 5.000              |
| 9.8.2015   | Budva          | Črna gora                | Koncertno prizorišče Top Hill | 5.000-             |
| 21.8.2015  | Nesebar        | Bolgarija                | Mestni stadion                | 30.000             |
| 23.8.2015  | Blace          | Srbija                   | Mestni trg                    | 35.000             |
| 25.8.2015  | Zlatibor       | Srbija                   | Tić polje                     | 35.000             |
| 28.8.2015  | Zrenjanin      | Srbija                   | Trg slobode                   | 50.000             |
| 5.9.2015   | Salzburg       | Avstrija                 | Triebwerk-west                | N/A                |
| 20.9.2015  | Štip           | Makedonija               | Mestni trg                    | 20.000+            |
| 7.11.2015  | Dornbirn       | Avstrija                 | Messehalle                    | N/A                |
| 21.11.2015 | Dunaj          | Avstrija                 | Pyramide                      | 5.000              |
| 24.11.2015 | Moskva         | Rusija                   | Jotaspace                     | 4.000              |
| 10.12.2015 | Dubaj          | Združeni arabski emirati | Purobeach                     | 2.000              |
| 31.12.2015 | Kruševac       | Srbija                   | Trg kosovskih junaka          | 30.000             |
| 13.1.2016  | Niš            | Srbija                   | Trg republike                 | 50.000             |
| 30.1.2016  | Luzern         | Švica                    | D'Lux Club                    | 3.000              |
| 6.2.2016   | München        | Nemčija                  | Kesselhaus                    | 5.000+             |
| 16.4.2016  | Kranj          | Slovenija                | Športna dvorana Zlato polje   | 3.000              |
| 7.5.2016   | Thessaloniki   | Grčija                   | Fix live                      | 4.000              |

## Televizijski prenosi koncertov
Tudi v okviru turneje Poziv je bilo zanimanje elektronskih medijev po neposrednemu predvajanju Cecinih koncertov veliko. Tako je v letu 2013 beograjska televizija Pink v celoti predvajala tri pevkine koncerte. 
| Datum               | Lokacija koncerta              | Televizijska postaja                           |
| ------------------- | ------------------------------ | ---------------------------------------------- |
| 28. junij, 2013     | Beograd, Srbija                | Televizije Pink, Pink M, Pink plus in Pink BIH |
| 14. september, 2013 | Kragujevac, Srbija             | Televizija Pink                                |
| 31. december, 2013  | Beograd, Srbija                | Televizija Pink                                |
| 28. junij, 2014     | Novi Sad, Srbija               | Radio televizija Vojvodine                     |
| 2. avgust, 2014     | Modriča, Bosna in Hercegovina  | Radio televizija Republike Srpske              |
| 30. avgust, 2014    | Sarajevo, Bosna in Hercegovina | Radio televizija Republike Srpske              |
| 27. decembar, 2014  | Skopje, Makedonija             | КАНАЛ 5                                        |
| 13. januar, 2015    | Novi Sad, Srbija               | Televiziji Pink, Pink Plus                     |
| 23. avgust, 2015    | Blace, Srbija                  | Televizija Belle Amie (del koncerta)           |
| 28. avgust, 2015    | Zrenjanin, Srbija              | Televiziji Pink, Pink Plus                     |
| 13. januar, 2016    | Niš, Srbija                    | Televiziji Pink, Pink Plus                     |

## Repertoar
| Štev. | Pesem                | Album                     |
| ----- | -------------------- | ------------------------- |
| 1     | Nevaljala            | Maskarada                 |
| 2     | Lepi grome moj       | Idealno loša              |
| 3     | Beograd              | Fatalna ljubav            |
| 4     | Idi dok si mlad      | Fatalna ljubav            |
| 5     | Zaboravi             | Šta je to u tvojim venama |
| 6     | Neodoljiv-neumoljiv  | Emotivna luda             |
| 7     | Pet minuta           | Poziv                     |
| 8     | Doktor               | Emotivna luda             |
| 9     | Vazduh koji dišem    | Ja još spavam             |
| 10    | Brat                 | Poziv                     |
| 11    | Nagovori             | Maskarada                 |
| 12    | Ime i prezime        | Poziv                     |
| 13    | Da raskinem sa njom  | Poziv                     |
| 14    | Kad bi bio ranjen    | Emotivna luda             |
| 15    | Žuto pile            | Idealno loša              |
| 16    | Poziv                | Poziv                     |
| 17    | Lepotan              | Ludo srce                 |
| 18    | Volela sam, volela   | Fatalna ljubav            |
| 19    | Turbulentno          | Poziv                     |
| 20    | Pazi s kime spavaš   | Gore od ljubavi           |
| 21    | Votka sa utehom      | Ceca 2000                 |
| 22    | Maskarada            | Maskarada                 |
| 23    | Dobro sam prošla     | Poziv                     |
| 24    | Sve što imam i nemam | Ljubav živi               |

*Repertoar beograjskega koncerta (31.12.2013)

## Nagrade
Ceca je aprila 2014 prejela nagrado Zlati gramofon za najboljši koncert v letu 2013 (koncert na Ustju, 28.6.2013). Nagrado ji je dodelila televizija Pink. 

## Dobrodelnost
Del izkupička od prodaje vstopnic (s koncertov v obdobju maj-september 2014) je bil namenjen ogroženim v poplavah, ki so prizadele balkanske države.   Na nekaterih koncertih je bilo organizirano zbiranje denarnih sredstev s strani obiskovalcev. 

## Dogodki na turneji
- Pevka je koncert v srbskem mestu Novi Sad (23.11.2013) razprodala v 40-tih urah. [99]

- Koncert na Ustju (28.6.2013) je trajal 4 ure in 15 minut. [1]

- Najdražje vstopnice za koncert v Budvi so znašale 3.000€. [100]

- Ceca je s koncertom v Vösendorfu podrla rekord obiskanosti dvorane Pyramide, ki ga je leta 2010 postavil svetovno znani Dj David Guetta. [101] [102]

- Drugi beograjski koncert v letu 2013 (31. decembra) je bil brezplačen, pevka je prav tako nastopila brez honorarja. [103] Mediji so poročali, da je bil koncert obiskan tudi s strani številnih Slovencev. [104]

- Na koncertu v Frankfurtu je zaradi velikega povpraševanja več sto ljudi ostalo brez vstopnic. [105]

- Zaradi velikega zanimanja publike sta bila v Ljubljani organizirana dva koncerta v dvorani Gospodarsko razstavišče. [106]

- Pevec Aca Lukas je bil gost na dveh koncertih (Vosendorf, Pariz).

- Mladoporočeni par je pobegnil s svoje poročne zabave, ker je soproga želela obiskati Cecin koncert v Budvi. [107]

- Neposreden prenos Cecinega koncerta v Nišu je bil najbolj gledan televizijski program 13. januarja 2016. [108]

## Kontroverznost
Nekatere koncerte v okviru turneje Poziv so spremljali različni negativni odzivi nasprotnikov Cecine osebnosti oziroma njene glasbe. 
- Koncert v Novem Sadu (28.6.2014)

Aktivisti politične stranke Vojvođanska partija so na dan koncerta izobesili transparente okoli prizorišča festivala Tamburicafest, na katerem je nastopala Ceca. Kot so dejali, jih najbolj moti dejstvo, da se na festival, ki promovira tamburaško glasbo, vabi pevka, ki promovira drugačno zvrst glasbe.  Hkrati se je na spletu ustanovila peticija z naslovom "Stop koncertu Cece v novosadski Tvrđavi". Avtorji peticije so navedli, da sem jim zdi sporno, da Ceca, ki pripada skupini nekaznovanih zločincev iz 90-ih let, nastopa v Novem Sadu.  Pevka je spletno stran prijavila policiji.  Koncert je bil izpeljan brez izgredov, Ceca pa je zbrala rekordno množico ljudi. 
- Koncert v Modriči (2.8.2014)

Proti koncertu v Modriči so protestirali anonimni uporabniki družbenega omrežja Facebook.  Ustanovili so spletno stran z naslovom "Stop koncertom Cece v Bosni in Hercegovini".  Koncert je bil izpeljan brez izgredov, Ceca pa je na stadionu dr. Milana Jelića zbrala rekordno število ljudi.  
- Koncert v Sarajevu (30.8.2014)

Proti koncertu v vzhodnem delu Sarajeva so protestirali anonimni uporabniki družbenega omrežja Facebook. Pevki so grozili tudi z bombnimi napadi.   Na koncertu kljub temu ni bilo izgredov, pevka pa je zbrala več deset tisoč ljudi.    
- Koncert v Novem Sadu (13.1.2015)

Proti koncertu v Novem Sadu so protestirali aktivisti politične stranke Vojvođanska partija in nevladne organizacije Živeti uspravno. Aktivisti so na spletu ustanovili peticijo z naslovom "Stop koncertu Cece v Novem Sadu". Avtorji peticije so navedli, da sem ji zdi sporno, da Ceca, ki pripada skupini nekaznovanih zločincev iz 90-ih let, nastopa v Novem Sadu.  Na koncertu, ki je razglašen za najbolj množično obiskan koncert v zgodovini Novega Sada , ni bilo izgredov. 